# Хомишин Пантелеймон Григорович
Пантелеймон Григорович Хомишин (22 травня 1929, с. Гадинківці, Польща — 6 червня 2017, м. Заліщики, Україна) — український педагог, учитель вищої кваліфікаційної категорії, учитель-методист.

## Життєпис
Пантелеймон Хомишин народився 22 травня 1929 року у селі Гадинківцях, нині Копичинецької громади Чортківського району Тернопільської области України.
Навчався у Чортківській гімназії (1944), Теребовлянському культурно-освітньому технікумі (1949), закінчив історичний факультет Кременецького учительського інституту (1951), Станиславський державний педагогічний інститут (1959). Працював учителем у с. Винятинці, директором школи у с. Лисичники (1952—1957; обидва — Чортківського району), директором Заліщицького дитячого будинку (1957—1995), Заліщицької гімназії (1995—1997), на базі якої 1996 року проведено 1-й всеукраїнський семінар на тему «Використання народних традицій у навчанні та вихованні учнів».

## Нагороди
- відмінник народної освіти УРСР (1960),
- заслужений учитель України (1995)[2],
- медалі «Ветеран праці» (1986), «50 років Перемоги у Великій Вітчизняній війні 1941-45 років» (1995)